# Petru al Castiliei
Petru cel Crud (n. 30 august 1334, Burgos, Castilia și León, Spania – d. 23 martie 1369, Montiel, Castilia-La Mancha, Spania) a fost regele Castiliei și Leonului din 1350 până în 1369. El a fost fiul lui Alfonso al XI-lea al Castiliei și a Mariei de Portugalia, fiica lui Alfonso al IV-lea de Portugalia.

## Domnia
Petru și-a început domnia la doar 16 ani, sub controlul supus al mamei sale și a favoriților ei. El trebuia să se căsătorească cu Ioana, fiica lui Eduard al III-lea al Angliei, însă în drumul ei spre Castilia, ea a călătorit prin orașele infestate cu Moartea Neagră, ignorând orășenii care au avertizat-o să nu intre în localitățile lor. Ioana a contactat boala și a murit.
Deși prima dată a fost controlat de mama sa, Petru s-a emancipat cu încurajarea ministrului Albuquerque. Devine atașat de Maria de Padilla, cu care se căsătorește în secret în 1353. Maria l-a întors pe Petru împotriva lui Albuquerque.
În vara anului 1353, tânărul rege a fost practic forțat de mama sa și de nobili să se căsătorească cu Blanche de Bourbon, pe care o mai părăsise odată. Această căsătorie a necesitat ca Petru să nege faptul că era căsătorit cu Maria, însă relația lor a continuat și ea i-a născut patru copii. De asemenea, se pare că a trecut printr-o formă de căsătorie cu o femeie a familiei Castro (care i-a născut un fiu care a murit tânăr), apoi a părăsit-o. A urmat o perioadă de criză în care regele a fost pentru un timp copleșit și intemnițat. Disensiunile din cadrul partidului s-au străduit să-l constrângă și să scape de Toro, unde se afla sub observație, la Segovia.
În 1361, regina Blanche a murit la Medina Sidonia. Legenda spune că Petru a ucis-o și o altă versiune spune că a fost otrăvită sau împușcată cu o arbaletă.
Rivalul lui Petru, Henric de Trastamara, l-a descris mereu pe Petru ca rege al iudeilor și a avut un oarecare succes în a profita de resentimentele populare castiliene față de evrei. Henric a început o perioadă de anti-evrei și convertiri forțate în Castilia, care a durat din 1370 până în 1390. Petru a luat măsuri ferme împotriva lui Henric, inclusiv executarea a cel puțin cinci lideri anti-evrei dintr-o revoltă.

## Ultimii ani
În vara anului 1366, Peter s-a refugiat cu Eduard, Prințul Negru, care îl restaurase la tron anul următor, după bătălia de la Nájera. Însă el și-a dezgustat aliatul datorită necredinței și fericității sale, precum și de eșecul de a rambursa costurile de campanie, așa cum promisese să facă. Starea de sănătate a Prințului Negru s-a agravat și el a plecat în Peninsula Iberică.
Între timp, Henric de Trastamara a revenit în Castilia, în septembrie 1368. Legiuitorul din orașul Burgos l-a recunoscut ca rege al Castiliei. Au urmat și alte orașe, inclusiv Córdoba, Palencia, Valladolid și Jaén. Galicia și Asturia au continuat să-l susțină pe Petru. În timp ce Henric își făcea drum spre Toledo, Petru care se retrăsese în Andaluzia, a ales să-l înfrunte în luptă. La 14 martie 1369, forțele lui Peter și Henric s-au întâlnit la Montiel, o cetate controlată de Ordinul de Santiago. Henric a prevalat, cu sprijinul lui Bertrand du Guesclin. Peter s-au refugiat în cetate, care, fiind controlată de un ordin militar de origine galiciană, a rămas fidel lui. Negocierile dintre Petru și asediatorul Henric au fost deschise. Petru s-a întâlnit cu du Guesclin, care a fost în calitate de trimis lui Henric. El i-a oferit lui du Guesclin 200.000 de monede de aur și mai multe orașe, inclusiv Soria, Almazan și Atienza pentru a-l trăda pe Henric. du Guesclin l-a informat pe Henric de ofertă și a negociat imediat o despăgubire mai mare din partea lui Henric, dacă acesta avea să-l trădeze pe Petru.
După ce a făcut înțelegerea cu Henric, Du Guesclin a revenit la Petru. Sub pretextul de a accepta oferta sa, du Guesclin l-a condus pe Petru la cortul său, în noaptea de 23 martie 1369. Regele Henric îl aștepta și când i-a recunoscut vocea, l-a înjunghiat cu un cuțit. După ce a scăpat de fratele său vitreg, Henric i-a lăsat trupul fără viață neîngropat timp de trei zile, timp în care a fost abuzat și ridiculizat.

## Sursă
- Chronicle of the Chancellor Pedro López de Ayala (1332–1407)
- Prosper Mérimée, Histoire de Don Pedro I, roi de Castille (1848)
- Pedro the Cruel of Castile (1350–1369),
- Estow, Clara, Pedro the Cruel of Castile, 1350-1369, BRILL, 1995.
- Leese, Thelma Anna, Blood royal: issue of the kings and queens of medieval England, 1066-1399, Heritage Books Inc., 2007.
- Medieval Iberia: an encyclopedia, Ed. E. Michael Gerli and Samuel G. Armistead, Routledge, 2003.

1. ↑   http://www.britannica.com/EBchecked/topic/453601/Peter Lipsește sau este vid: |title= (ajutor)
2. ↑  Czech National Authority Database, accesat în 29 ianuarie 2023
3. ↑  IdRef, accesat în 5 martie 2020